# 天使の休息 (久松史奈の曲)
「天使の休息」（てんしのきゅうそく）は、久松史奈の5枚目のシングル。1992年11月21日にair RECORDSから発売された。

## 内容
「天使の休息」は、読売テレビ制作・日本テレビ系ドラマ『綺麗になりたい』主題歌。後に、作曲を手掛けた藤生ゆかりが久松のライブのゲストとして共に歌った。
久松本人によると、天使とは自分たちのことで、羽はついているものの思うように飛べない時もある。なので頑張るが、「たまにはちょっと休もうよ」といったメッセージをこの曲に込めたという。
C/W曲「Precious Dreamin'」は専門学校東京デザイナー学院のコマーシャルソング及び3枚目のアルバム『AUCTION』からのシングルカット。

## チャート成績
1992年11月30日付オリコンチャートで44位に初登場。1993年2月1日付で初めてTOP10入り。累計50万枚以上の自身最大のヒットとなった。

## 収録曲
1. 天使の休息
作詞：久松史奈・藤生ゆかり
作曲：藤生ゆかり
編曲：瀬尾一三
2. Precious Dreamin'
作詞：久松史奈
作曲：羽田一郎
編曲：村上啓介
3. 天使の休息（Instrumental）

## 参加ミュージシャン
- 村上啓介 - ギター
- 長谷部徹 - ドラム
- 山木秀夫 - ドラム

## カバー
- 柴田あゆみ - アルバム『kick start』（2014年2月19日発売）M-5